# Сафонов, Юрий Владимирович
Юрий Владимирович Сафонов (род. 13 апреля 1968) — советский и российский хоккеист на траве, полузащитник. Участник летних Олимпийских игр 1992 года.

## Биография
Юрий Сафонов родился 13 апреля (по другим данным, 6 апреля) 1968 года.
Играл в хоккей на траве за свердловский / екатеринбургский СКА, а впоследствии в Италии. В конце 1990-х годов вернулся в екатеринбургскую команду, которая тогда называлась «Звезда».
В 1992 году вошёл в состав сборной Объединённой команды по хоккею на траве на летних Олимпийских играх в Барселоне, занявшей 10-е место. Играл на позиции полузащитника, провёл 7 матчей, забил 1 мяч в ворота сборной Нидерландов.
В дальнейшем играл за сборную России. В 1999 году участвовал в чемпионате Европы в Падуе, где россияне заняли 8-е место. Забил 3 мяча (по одному в ворота сборных Польши, Ирландии и Франции).
Мастер спорта России международного класса (1998).